# 三宅俊彦
三宅 俊彦（みやけ としひこ、1940年4月 - ）は、日本の鉄道研究家である。

## 来歴
東京府東京市杉並区荻窪出身。父は逓信省電気試験所の技師。戦時中、母の実家のある岡山市に疎開し、終戦になると埼玉県大宮市に転居。大宮市立日進小学校に入学し、4年次に杉並区に転居し杉並区立桃井第一小学校に転入。1953年、杉並区立神明中学校に入学。日本交通公社発行の『時刻表』（1953年11月号）を見たことをきっかけに鉄道に興味を持つ。この年は三宅にとっての鉄道元年と振り返っている。日本大学第二高等学校へ進学し、1960年には東京理科大学理学部に入学。卒業後は、1964年に日本通信工業（現・NECプラットフォームズ）に入社。1998年3月に退職。
学生時代から列車や運転業務などの歴史を研究している。資料となる鉄道公報・鉄道管理局報、業務用刊行物、時刻表などの収集に努める。これらの資料を求めて北は北海道稚内市図書館から南は沖縄県立公文書館を訪れた。鉄道史学会会員、鉄道友の会会員。
主な著書に『列車名変遷大事典』（2006年、ネコ・パブリッシング、第32回交通図書賞特別賞を受賞）、代表作は、「鉄道運輸年表」（日本交通公社）、「時刻表大研究」「時刻表なんでも事典」（廣済堂出版）、「鉄道古写真帖」（新人物往来社）、「ブルートレイン」　（JTBパブリッシング）　等。